# Гамезо, Михаил Викторович
Михаил Викторович Гамезо (1915—2006) — советский учёный-психолог и педагог, доктор психологических наук, профессор, академик АИМ (2002).
Область научных интересов М. В. Гамезо — психосемиотика; автор более 80 опубликованных работ, включая учебники и учебные пособия.

## Биография
Родился 1 ноября 1915 года в деревне Погулянка Минской губернии, ныне Березинского района Минской области Беларуси.
Окончив семь лет школы в поселке Богушевичи, поехал в Москву, где работал шахтопроходчиком в Метрострое, делопроизводителем в Министерстве просвещения и в других местах. В 1933 году Михаил окончил педагогический техникум и был призван на службу в РККА. С 1936 по 1940 год учился в Ленинградском военно-топографическом училище, по окончании которого в звании лейтенанта был направлен в одну из частей Московского военного округа в подразделение топографии.
Участник Великой Отечественной войны. Служил военным топографом, прошёл путь от лейтенанта до полковника. После войны, с 1945 по 1948 год, обучался в Военно-педагогическом институте (в 1958 году был преобразован в военно-педагогический факультет Военно-политической академии имени В. И. Ленина), по окончании которого получил квалификацию преподавателя топографии и был оставлен для продолжения обучения в аспирантуре на кафедре психологии. По окончании аспирантуры, в 1951 году Михаил Гамезо стал офицером Военно-топографического управления Генерального штаба, а затем — преподавал в Академии бронетанковых войск и Военно-политической академии. Военную службу окончил 7 декабря 1960 года.
Выйдя в отставку, с 1962 по 1994 год, Михаил Викторович Гамезо занимался научной и педагогической деятельностью в Московском государственном заочном педагогическом институте (ныне Московский государственный гуманитарный университет имени М. А. Шолохова), где он проработал в должности преподавателя, доцента и заведующего кафедрой психологии (в течение 18 лет). В 1977 году он защитил докторскую диссертацию на тему «Знаки и знаковое моделирование в познавательной деятельности». В 1978 году М. В. Гамезо было присвоено учёное звание профессора психологии. Под его научным руководством защищено 20 кандидатских диссертаций. Он был членом специализированных советов по защите кандидатских и докторских диссертаций, главным экспертом Высшей аттестационной комиссии, членом Центрального совета Общества психологов, членом Ученых советов ряда высших учебных и научных заведений, а также участником многих психологических и общепедагогических съездов, конференций, симпозиумов.
Умер 21 августа 2006 года в Москве. Прах захоронен в колумбарии на Ваганьковском кладбище.

## Заслуги
- Был награждён орденом Красного Знамени (1956), тремя орденами Отечественной войны (1-й и дважды 2-й степеней; 1944, 1945, 1986), двумя орденами Красной Звезды (1943, 1951); а также многими медалями, в числе которых «За боевые заслуги» (1946), «За оборону Кавказа» (1944), «За взятие Кёнигсберга» (1945), «За взятие Берлина» (1945), «За победу над Германией в Великой Отечественной войне 1941—1945 годов» (1945).
- За достижения в области научно-педагогической деятельности награждён медалью К. Д. Ушинского, а также медалью «Ветеран труда» и серебряной медалью ВДНХ СССР.
- Удостоен нагрудных знаков «Отличник просвещения РСФСР» и «Отличник просвещения СССР».